# Marjan Hočevar
Marjan Hočevar, slovenski sociolog, * 1964, Ljubljana.
Je raziskovalec in izredni profesor na Fakulteti za družbene vede od leta 2004. Leta 1999 je doktoriral z disertacijo Povezovanje mest v pogojih razširjanja prostorsko-časovne dostopnosti in zmanjševanja teritorialne izključnosti na Fakulteti za družbene vede v Ljubljani. Ukvarja se predvsem s proučevanjem prostora in mest, kamor sodijo teme prostorskega načrtovanja in urbanizma, urbanih omrežij, arhitekture, prostorske globalizacije, integrirane mobilnosti, potovalnosti in turizma ter revitalizacije mestnih središč. Med njegova najpomembnejša dela sodijo naslednje znanstvene monografije: »Osamosvajanje in povezovanje v evropskem prostoru« (1995), »Novi urbani trendi: prizorišča v mestih - omrežja med mesti« (2000) in »Protiurbanost kot način življenja« (soavtor z Matjažem Uršičem) (2007). Poznan je tudi po aktivnih prizadevanjih za ohranitev prostorske sociologije, po predsedovanju komiteju za lokalno-globalno povezovanje v mednarodni sociološki organizaciji (ISO) ter po predsedovanju Slovenskemu sociološkemu društvu med letoma 2004 in 2007.

## Življenje
Osnovno šolo je končal v Dolu pri Ljubljani, nato se je vpisal na srednjo šolo za oblikovanje v Ljubljani. Po končanem srednješolskem izobraževanju je leta 1984 moral na obvezno služenje vojaškega roka. Študij je nato nadaljeval z vzporednim vpisom študija arhitekture in sociologije Fakulteti za arhitekturo v Ljubljani in na takratnem FSPN (Fakulteta za sociologijo, politične vede in novinarstvo). Študij arhitekture je kasneje opustil in se posvetil sociologiji. Diplomiral je leta 1990 z nalogo Modernizacija vzhodnoevropskih družb: funkcionalna analiza narave socialističnih družb in njihove transformacije. Za diplomsko delo je prejel Prešernovo nagrado. Leto kasneje se je na isti fakulteti zaposlil kot raziskovalec, ob tem pa študiral na podiplomskem študiju, ki ga je zaključil 1995 z magistrsko nalogo Hierarhije in omrežja mest: novi trendi v nadnacionalnem medurbanem povezovanju. Doktoriral je leta 1999 z disertacijo Povezovanje mest v pogojih razširjanja prostorsko-časovne dostopnosti in zmanjševanja teritorialne izključnosti.
Tudi po doktoratu je nadaljeval šolanje, saj se je najprej za devet mesecev odpravil v Trst na podiplomski program IUES, ki deluje v okviru tržaške univerze, med letoma 2011 in 2012 pa je na doktorskem programu IUES v Gorici predaval predmet »Teritorialna sociologija«. Po nekaj mesecev se je izpopolnjeval tudi v Londonu (University College London) in v Madridu (Universidad Complutense de Madrid).
Na Fakulteti za družbene vede je zaposlen od leta 1991, najprej kot raziskovalec na Centru za prostorsko sociologijo, leta 2002 je postal docent, 2004 dobil pedagoški status ter 2008 status izrednega profesorja, ki ga je podaljšal leta 2013. Trenutno na stopnji dodiplomskega študija predava Uvod v sociologijo, Prostorsko sociologijo ter Študije turizma in potovanj, na podiplomski stopnji pa predmet Magistrsko delo ter Sociologijo načrtovanja in urejanja prostora.
Skozi leta svojega delovanja si zelo prizadeva za ohranitev prostorske sociologije, discipline, kot jo je oblikoval akademik Zdravko Mlinar, saj meni, da je zaradi zmanjševanja razlik med mesti in podeželjem prostor potrebno proučevati enotno in ne več ločeno (tj. urbana in ruralna sociologija), kot so ga proučevali prej. Leta 2005 je v Ljubljani za Mednarodno svetovno sociološko združenje (ISA) organiziral odmevno srečanje Thematic group 06, ki je bila pripravljalna delavnica za vstop subdiscipline Lokalno/globalni odnosi v formalno strukturo Mednarodnega sociološkega združenja (ISA). Med letoma 2005 in 2009 je v tej organizaciji tudi predsedoval komiteju za lokalno-globalne odnose.

## Delo
V svojih delih Hočevar pogosto sodeluje s strokovnjaki z drugih področij, zlasti z arhitekti in urbanisti, saj se zavzema za interdisciplinarno sodelovanje na področju oblikovanja in urejanja prostora. Kot sociolog se ukvarja s proučevanjem urbanega in ruralnega prostora v kontekstu urbanističnega načrtovanja, arhitekture, medmestnega povezovanja, mobilnosti in potovalnosti, turizma ter revitalizacije zgodovinskih mestnih središč. Izsledke raziskovalnih projektov je objavljal tako v domačih kot tujih znanstvenih in strokovnih revijah Teorija in praksa, IB revija in Urbani izziv, Annales, Acta Agriculturae, Sociologija, Scientometrics, Sociologija sela ter I Futurubili. Njegova bibliografija na Cobissu vsebuje 212 vnosov samostojnih ali kooperativnih raziskav, člankov, poročil, monografij, poglavij v zbornikih ter raznih drugih akademskih prispevkov.
V znanstveni monografiji Protiurbanost kot način življenja (2007) (v soavtorstvu z Matjažem Uršičem) razpravlja o odsotnosti pravega urbanega življenja v Sloveniji. Avtorja urbanizma ne pogojujeta s prostorom, temveč z načinom življenja, ki ga lahko zaradi krčenja dihotomije mesto-vas, živi vsak Slovenec ne glede na to, ali živi v mestu ali na vasi. Takšen način nam omogoča razširjena raba transporta in komunikacijskih sredstev. Delo se tako osredotoča na bivanjske želje povprečnega Slovenca, ki si želi s hišo na podeželju živeti moderno mestno življenje, a zaradi domačijske, nacionalne ideologije, ki od nekdaj povzdiguje naravo, kmetijstvo in tradicionalnost, mesto dojema kot tujek in grožnjo. V znanstveni monografiji Novi urbani trendi: prizorišča v mestih - omrežja med mesti (2000) Hočevar ugotavlja, da prostor zaradi naraščajočih sprememb v transportu in telekomunikacijah izgublja na pomenu, ki se kaže kot navidezno manjšanje pomembnosti prostora kot stičišča družbenih interakcij. Mesto danes nima več enakih funkcij, ki jih je imelo včasih, vendar kljub temu ostaja pomemben faktor v vsakdanjem življenju posameznikov in družbenih skupin. Novi urbani trendi so tako prilagoditev mesta in njegovih posebnosti vplivom globalizacije. Zaradi tega mesta izgubljajo svojo specifičnost in se prilagajajo na neko univerzalno raven drugih mest.

## Čas predsedovanja SSD
Kot vsak predsednik pred njim, je imel tudi Hočevar svojo vizijo za Slovensko sociološko društvo, ki jo je v času vodenja uspešno uveljavil. Glavni cilj je bila decentralizacija društva, ki je v osnovi delovalo v Ljubljani. Želel je, da se v dogajanje vključijo tudi bolj oddaljeni, periferni kraji oziroma kraji, kjer sociologi načeloma niso zastopani v velikem številu. Tradicionalna, vsakoletna sociološka srečanja so posledično potekala v Murski soboti, Izoli in na Ptuju. Teme srečanj so bile »Varnost in tveganja v sodobni slovenski družbi (2005)«, »Novi srednji razred in družbene spremembe v Sloveniji (2006)« in »Družba med solidarnostjo in tekmovalnostjo (2007)«. K sodelovanju v društvu je povabil tudi sociologe v praksi, s čimer je želel pokazati, da družboslovne razprave niso le stvar univerzitetnih profesorjev in teoretikov, temveč je potrebno poslušati tudi mnenja tistih, ki so zaposleni v ostalih panogah. Prav tako se je trudil, da bi SSD postal bolj raznolik z vidika članov in da bi se v društvo, kjer so v vodstvu prevladovali akademiki FDV, vključili znanstveniki iz sorodnih inštitucij, npr. Filozofske fakultete. Zavzemal se je tudi za premostitev ideološkega razmika v stroki, tako da je k razpravi povabil akademike različnih političnih provinjenc in s tem zagotovil večjo dinamiko mnenj.